# 가오톈이
가오톈이(중국어: {{{2}}}, 1998년 7월 1일 ~ )은 중국의 축구 선수로 포지션은 미드필더이며 현재 중국 슈퍼리그 상하이 선화 소속이다.